# Сокиряни (пункт контролю)
48°27′11″ пн. ш. 27°24′58″ сх. д. / 48.45306° пн. ш. 27.41611° сх. д.
Сокиря́ни — пункт пропуску через державний кордон України на кордоні з Молдовою. Через пропускний пункт здійснюється два види пропуску: залізничний та автомобільний.
Розташований у Чернівецькій області, Сокирянський район, поблизу міста Сокиряни, на перетині автошляхів Р63, Т 2642 та Т 2643. Специфікою пропускного пункту є те, що він здійснює пропуск транспорту в двох напрямках: в одному напрямку розташований пункт пропуску «Клокушна», Окницький район, а в іншому власне Окниця.
Убік Клокушної здійснюється автомобільний вид пропуску, статус пункту пропуску — місцевий (з 7:00 до 20:00). Характер перевезень — пасажирський.
Убік Окниці здійснюється, як автомобільний, так і залізничний вид пропуску. Статус пункту пропуску — міжнародний.
Характер перевезень — пасажирський, вантажний.
Окрім радіологічного, митного та прикордонного контролю, автомобільний пункт пропуску «Сокиряни» може здійснювати фітосанітарний, ветеринарний, екологічний контроль та контроль Служби міжнародних автомобільних перевезень.
У той же час залізничний пункт пропуску «Сокиряни» здійснює санітарний, фітосанітарний, ветеринарний та екологічний контроль.
Пункт пропуску «Сокиряни» входить до складу митного посту «Кельменці» Чернівецької обласної митниці. Код автомобільного пункту пропуску — 40803 09 00 (11), код залізничного пункту контролю — 40803 10 00 (12).